# Alexander Kosman
Elkan (Alexander) Kosman (Rotterdam, 12 februari 1872 – Amsterdam, 9 februari 1956) was een Nederlands violist.
Hij was zoon van broodbakker Joseph Elkan Kosman en Sophia van Straten. Hijzelf was getrouwd met de Britse Ida Elcock.
Hij kreeg zijn muziekopleiding aan de Muziekschool van de Maatschappij tot Bevordering der Toonkunst in Rotterdam. Deze werd gevold door een studie aan het conservatorium in Parijs, waar hij een eerste prijs haalde voor vioolspel in een tijd dat Henri Marteau, Carl Flesch, Fritz Kreisler en Capet er ook studeerden. Hij ging vervolgens spelen in het orkest van Charles Lamoureux en werd concertmeester bij de opera in Parijs. Hij vestigde zich in Glasgow en speelde vervolgens bij een aantal Engelse orkesten (vermoedelijk Hallé Orchestra in Manchester, Queens Hall Orchestra en Crystal Palace Orchestra in Londen). Hij maakte ook deel uit van het Scottish Orchestra waarmee Willem Kes in 1898 een concertreis in Nederland ondernam. Sinds 1901 was hij even in de Verenigde Staten waar hij in Philadelphia speelde. Hij was in het seizoen 1901/1902 concertmeester van het Philadelphia Orchestra van Fritz Scheel. Eenzelfde betrekking bij de New York Philharmonic onder leiding van Gustav Mahler ketste af.  
Hij was in Schotland en Amerika ook leider van een strijkkwartet dat zijn naam droeg (Kosman String Quartet) met Richard Dalblitz (tweede viool), John Daly (alt) en Willy Benda (cello), respectievelijk Edwin Brill (tweede viool), Howard Rattay (alt) en Rudolph Hennig (cello) 
Vanaf 1906 tot 1933 was hij concertmeester te Essen bij de orkesten van Hermann Abendroth en Max Fiedler. In 1917 werd melding gemaakt dat zij zou overstappen naar het Residentieorkest, maar ook dat ging vermoedelijk niet door. Wel voerde hij in 1920 een vioolconcert van Tor Aulin uit met begeleiding van het Residentieorkest onder leiding van Peter van Anrooy. Tijdens de opkomst van het Nazi-regime in Duitsland werd zijn pensioen afgepakt; hij kwam in 1938 terug naar Nederland en nam voor even zitting in Koninklijk Concertgebouworkest, toen Louis Zimmermann en ook Ferdinand Helman ziek waren. Zijn loopbaan kwam daar tot een eind. Tijdens de Tweede Wereldoorlog moest hij zijn viool, een Giovanni Battista Guadagnini uit 1779, verkopen en wilde na die oorlog niet verder op een andere viool.
Hij schreef Meditation voor viool en piano (1923). 
- Virtual International Authority File: 381152742908227731554